# Dynamo Novossibirsk
Maillots
Le Dynamo-Energia Novossibirsk est un club féminin russe de basket-ball  évoluant dans la ville de Novossibirsk et participant à la Superligue de Russie.

## Historique
En 2012, le club signe Anastasia Loginova et les américaines Sidney Spencer et Yvonne Turner.

## Palmarès
- Vainqueur de la Coupe Ronchetti : 1986
- Finaliste de la Coupe d'Europe des clubs champions : 1987, 1988
- Champion d'URSS : 1986, 1987, 1988

## Entraîneurs successifs
- Depuis ? : Anatoliy Buyalskiy

## Joueuses célèbres ou marquantes
- Helen Cristina Santos Luz
- Chantelle Anderson
- Alicia Poto